# 2163 Korczak
2163 Korczak (1971 SP1) là một tiểu hành tinh vành đai chính được phát hiện ngày 16 tháng 9 năm 1971 ở Đài vật lý thiên văn Crimean. Nó được đặt theo tên Polish children's writer Janusz Korczak.